# SN 2006be
SN 2006be – supernowa typu II odkryta 24 marca 2006 roku w galaktyce IC4582. W momencie odkrycia miała maksymalną jasność 15,40m.